# John Gaff Gillespie
John Gaff Gillespie (* 17. September 1870 in Glasgow; † 7. Mai 1926 ebenda) war ein britischer Architekt, Absolvent der Glasgow School of Art und Gründer des namhaften Glasgower Architekturbüros Gillespie, Kidd & Coia.

## Leben und Werk

### Herkunft und Bildung
John Gaff Gillespie war das älteste von neun Kindern des Bäckers Alexander Gillespie aus Duntocher und dessen Frau Margaret Gaff aus Polmont. Von 1886 bis 1891 war er Schüler des Architekten James Milne Monro, der im Neorenaissance Stil baute. Gillespie besuchte gleichzeitig Kurse an der Glasgow School of Art. 1889 gewannen er und Charles Rennie Mackintosh den Glasgow Institute of Architects Preis.

### Partner der Architekten Salmon
1891 wurde Gillespie Mitarbeiter im Architekturbüro James Salmon & Son, das William Forrest Salmon nach dem Tod seines Vaters James weiterführte. Gillespie übernahm die Entwurfsabteilung. 1895 wurde er Partner von William Forrest Salmon und dessen Sohn James Salmon Junior. Die Partnerschaft hieß ab 1903 Salmon Son & Gillespie. William Forrest Salmon beschaffte die Aufträge. Die Entwurfsarbeit verantworteten John Gillespie und James Salmon Junior. Sie erweiterten ihre Architekturkenntnisse auf Studienreisen (1902 in Italien, Spanien, 1905 in Marokko). Ab 1904 entdeckten sie die Möglichkeiten des Stahlbetons und arbeiteten mit dem Bauingenieur Louis Gustave Mouchel, dem britischen Vertreter von Francois Hennebique, zusammen. 1906 wurden Gillespie und James Salmon Junior in das RIBA aufgenommen. 1911 verstarb William Forrest Salmon.

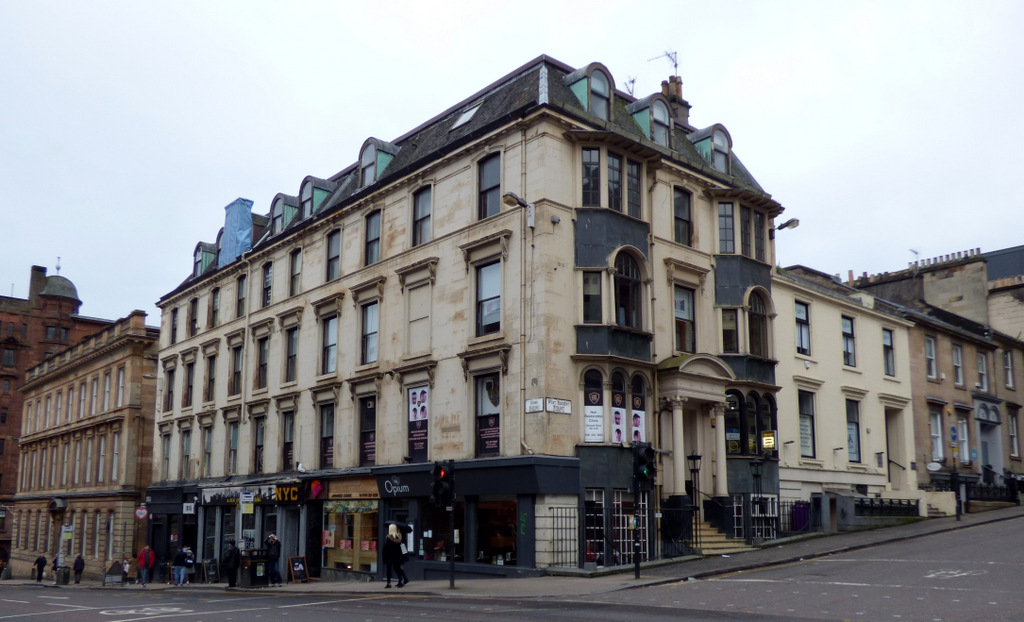
Wohn- und Geschäftshaus (1898–99), 79 West Regent Street, Glasgow (Foto 2018)

Gillespie und Salmon bauten mit stark vereinfachten Kunst- und Handwerksmethoden im ländlichen Cottage-Stil Kranken- und Clubhäuser, Kirchen und städtische Geschäftshäuser im skulpturalen Jugendstil aus Glas und Werkstein wie: die Kirche St Andrew’s East Church, 1900 die The British Linnen Bank auf der 816-818 Govan Road, 1902 „The Hatrack“ 142a–144 St Vincent Street, The Glasgow Savings Bank at Anderson Cross, 1899–1900 St. Andrew’s Free Church Hall, 1898–99 79 West Regent Street, 1900–1904, 1904–7 Rowantreehill, Kilmacolm, 1898 1904 Lion Chambers. Die Bauplastik an vielen ihrer Gebäude schuf Francis Derwent Wood.

### Gillespie, Kidd & Coia
James Salmon Junior verließ 1913 das Büro. Gillespie führte es allein weiter. 1918 machte er seinen Schüler William Alexander Kidd, der 1898 als Lehrling bei ihm angefangen hatte, zum Partner von Gillespie & Kidd und starb 1926. 1928 holte sein Testamentsvollstrecker Kidd Gillespies Lehrling und Schüler Jack Coia als Partner zurück ins Büro. 1928 starb Kidd. Coia übernahm die Firma. Sie hieß ab 1929 'Gillespie, Kidd & Coia' und wurde 1987 von Isi Metzstein und Andrew MacMillan aufgelöst.